# Espinheiro
Espinheiro ist ein Dorf und eine ehemalige Gemeinde (Freguesia) im Zentrum Portugals. Espinheiro liegt im Kreis Alcanena im Distrikt Santarém. Die Freguesia hatte eine Fläche von 9,9 km² und 9,9 km² und 550 Einwohner (Stand 30. Juni 2011).

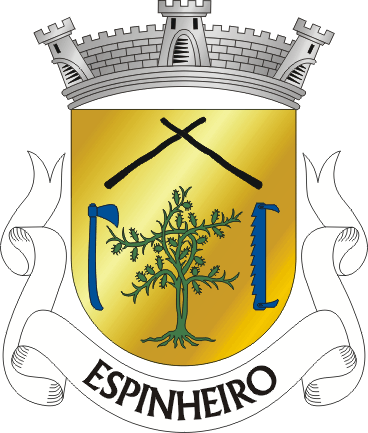
Das Wappen der ehemaligen Freguesia

Am 29. September 2013 wurden die Freguesias Espinheiro, Malhou und Louriceira zur neuen Freguesia União das Freguesias de Malhou, Louriceira e Espinheiro zusammengefasst.